# 利特爾里弗 (加利福尼亞州)
利特爾里弗（英語：Little River）是位於美國加利福尼亞州門多西諾縣的一個人口普查指定地區。

## 地理
利特爾里弗的座標為39°16′15″N 123°47′18″W / 39.27083°N 123.78833°W，而該地最高點為海拔高度20米（即66英尺）。

## 人口
根據2010年美國人口普查的數據，利特爾里弗的面積為4.332平方千米，均為陸地。當地共有人口117人，而人口密度為每平方千米27人。